# カタルーニャ人

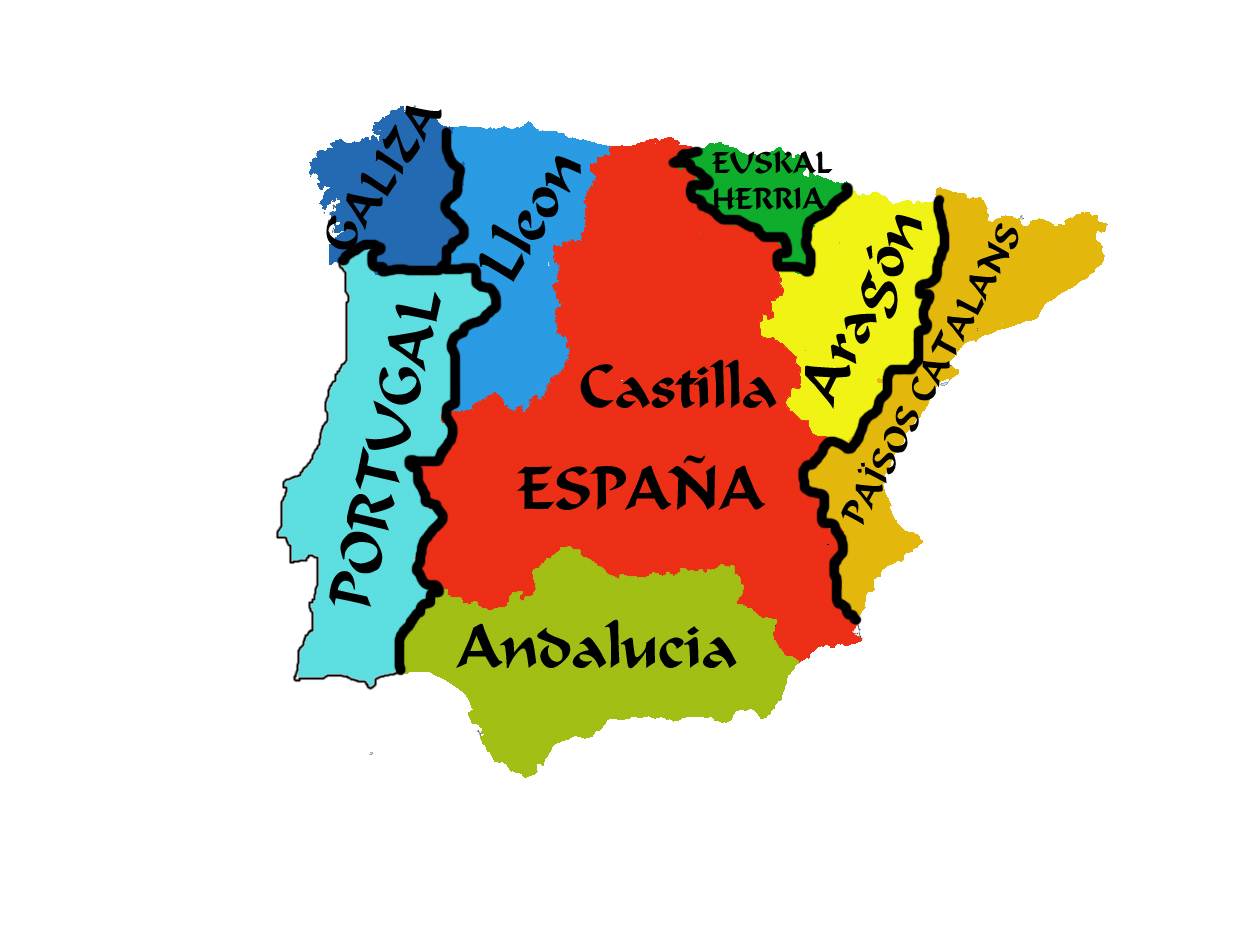
分離主義者が主張するイベリア半島の民族分布。この論に立つ場合、スペイン人は諸民族の大部分を統合する概念となる。

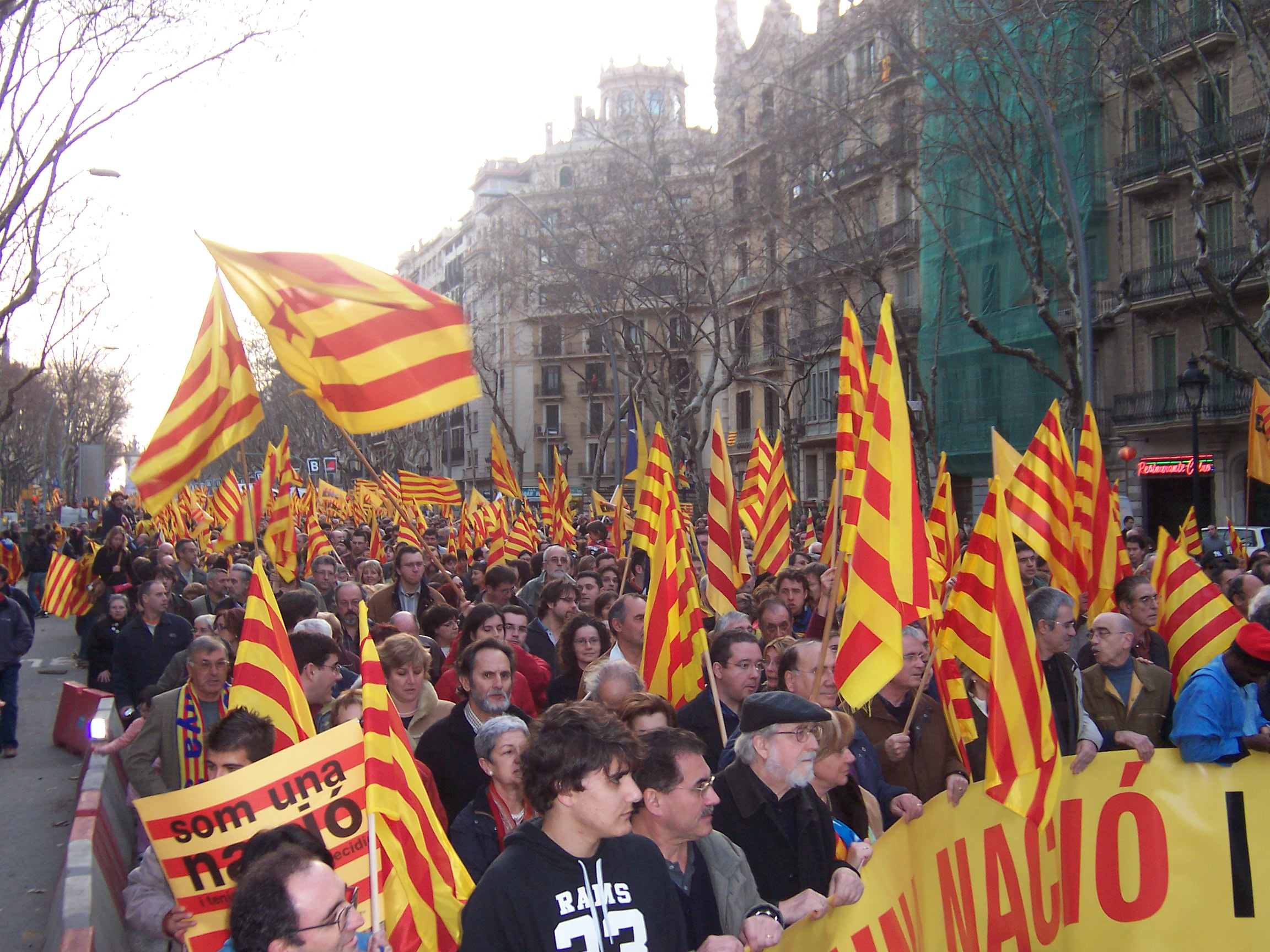
サニェーラを掲げて行進するカタルーニャ独立派のデモ隊。

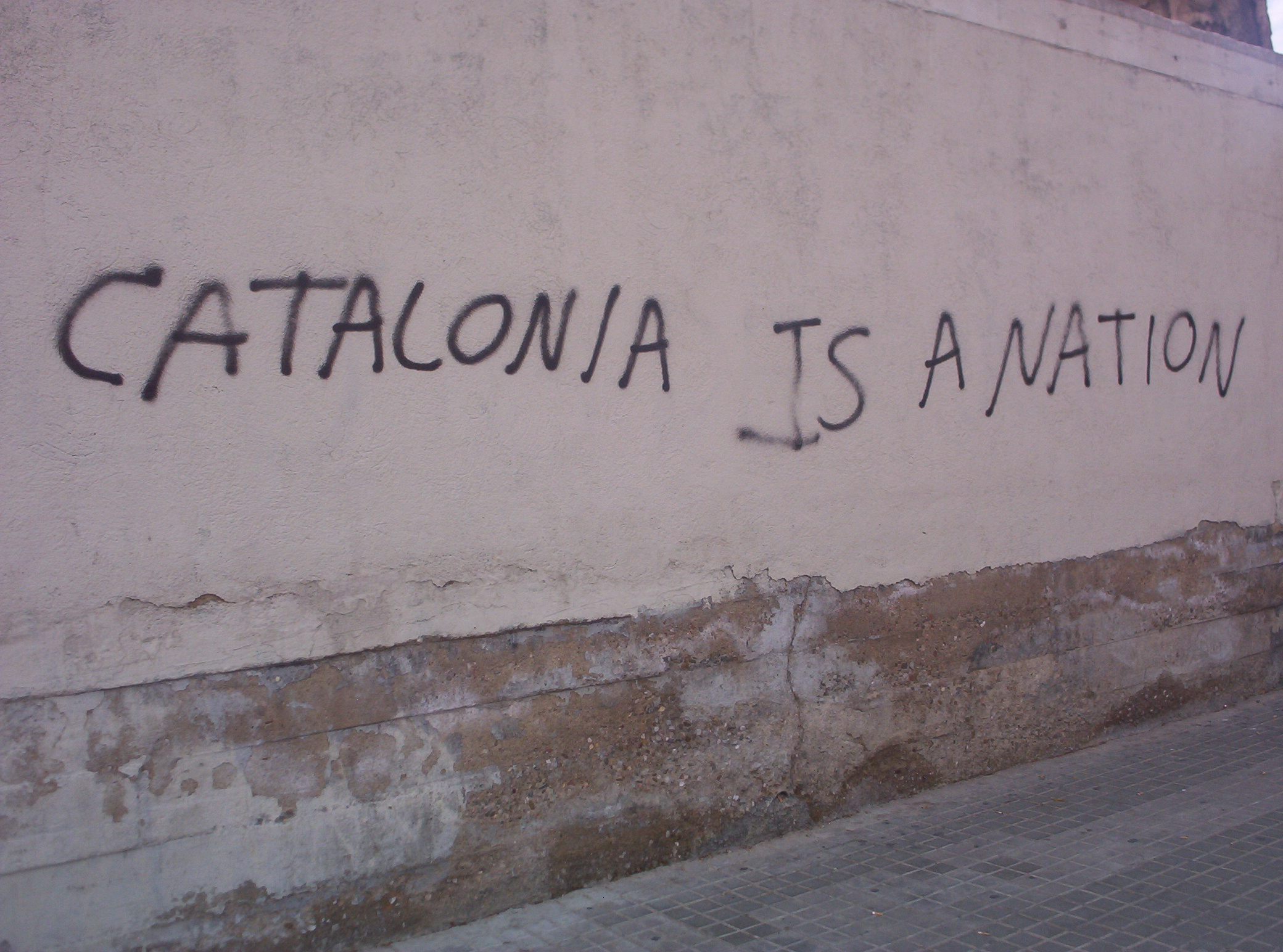
「カタルーニャはネーションである」、こうした落書きはさほど珍しいものではない。

カタルーニャ人（カタルーニャ語: Catalans）は、インド・ヨーロッパ語族に属する民族で、イベリア半島のカタルーニャ地方に分布する。カタラン人、カタロニア人とも。文脈により以下の定義を有す。
- カタルーニャ民族に帰属すると考えている人。
- カタルーニャ語を母語とする人。

## 概要
「カタルーニャ人」という民族意識がいつごろから、何を基盤として成立したのかについては議論が多い。その地名・民族名の由来すら南仏のカタラノウス村という土地の兵士が入植したという意見、「ゴート人とアラン人の土地（ゴドス＝アラノス）」という言葉が訛ったという説など、全く一定していない。ただ実際に西ゴート王国やその配下のアラン人兵士が支配していたことがあったり、また南仏からの移民が多かったりしたのは事実である。
多く見られる意見としては、他のイベリア住民と同じくケルティベリア人とラテン人を直系の祖先としつつも、カルタゴ貴族のバルカ家の進出によりフェニキア人と混血したことと、早期にイスラム帝国（ウマイヤ朝）の支配を退けた点で特徴付けられるとするものがある。特に後者に関しては拘りを持つ人々が多く、キリスト教文化との結びつきが非常に強い地域でもある。また民族を結びつける上で重要な独自言語は、カタルーニャ語と呼ばれるものが存在する。
歴史と言語からなるカタルーニャ民族の自意識は、アラゴン王国との合同やスペインへの統合を経ても失われず、今日に至っている。

### 統計
カタルーニャ人が最も多く暮らすのは、スペインのカタルーニャ自治州である。少なくとも10万人あまりのカタルーニャ語話者が、フランス国内のカタルーニャ語圏にいる。スペイン帝国時代、スペイン内戦期にアメリカ大陸へ移住したカタルーニャ人の数は不明である。南北アメリカでカタルーニャ人が特に集中しているのは、メキシコ、アルゼンチン、キューバ、プエルトリコなどである。